# Cálculo pi
En la ciencia de computación teórica, el cálculo pi ( o π-cálculo) es una notación desarrollada originalmente por Robin Milner, Joachim Parrow y David Walker, como un avance sobre el cálculo de sistemas comunicantes con el fin de proveer movilidad al modelado concurrente.

## Usos
El cálculo pi se encuentra ubicado dentro de la familia de los denominados cálculos de proceso, los cuales han sido utilizados para modelar los lenguajes de programación concurrente, del mismo modo en que el λ-cálculo ha sido utilizado para modelar lenguajes secuenciales.
- Datos: Q602886